# Vaudoncourt (Vosges)
Vaudoncourt é uma comuna francesa na região administrativa de Grande Leste, no departamento de Vosges. Estende-se por uma área de 5,67 km². Em 2010 a comuna tinha 161 habitantes (densidade: 28,4 hab./km²).